# Хоросная
Хоросная (укр. Хоросна) — село в Отынийской поселковой общине Коломыйского района Ивано-Франковской области Украины.
Население по переписи 2001 года составляло 146 человек. Занимает площадь 4,478 км². Почтовый индекс — 78233. Телефонный код — 03433.